# Catálogo GWAS
El catálogo GWAS es una base de datos en línea gratuita que recopila datos de estudios de asociación de todo el genoma (GWAS), resumiendo datos no estructurados de diferentes fuentes bibliográficas en datos accesibles de alta calidad. Fue creado por el Instituto Nacional de Investigación del Genoma Humano (NHGRI) en 2008 y se ha convertido en un proyecto de colaboración entre el NHGRI y el Instituto Europeo de Bioinformática (EBI) desde 2010. En abril de 2021, ha incluido 255 015 polimorfismos de nucleótido único (SNP) - asociaciones de rasgos en 5002 publicaciones.
Un GWAS identifica loci genéticos asociados con rasgos comunes y enfermedades a través del análisis de variantes categorizadas en todo el genoma y el catálogo proporciona información de todos los resultados de GWAS publicados que cumplen con sus criterios. Contiene información de publicación, información de grupos de estudio (origen, tamaño) e información de asociación SNP-enfermedad (incluido identificador SNP , valor P , gen y alelo de riesgo). A lo largo de los años, el catálogo de GWAS ha mejorado su frecuencia de publicación de datos al agregar características como la interfaz gráfica de usuario, la funcionalidad de búsqueda compatible con ontologías y una interfaz de selección.
El catálogo GWAS se usa ampliamente para identificar variantes causales y comprender los mecanismos de la enfermedad por biólogos, bioinformáticos y otros investigadores. Algunos GWAS identificaron loci genómicos comunes que son enfermedades asociadas que incluyen: enfermedad cardiovascular , enfermedad inflamatoria intestinal, diabetes tipo 2 y cáncer de mama.